# Hans Vandenberg
Hans Vandenberg (Lubbeek, 11 januari 1964) is een CD&V-politicus.
Hans Vandenberg werd actief als bestuurder in de lokale politiek in zijn woonplaats Bekkevoort toen hij in 2003 een schepenambt opnam. Na de gemeenteraadsverkiezingen van 2006 werd hij voorgedragen als kandidaat-burgemeester. Hij is sinds 1 januari 2007 de burgemeester van Bekkevoort. Bij de verkiezingen van 2012 en 2018 kon hij zijn burgemeesterssjerp behouden.